# Ordenanza de Andújar

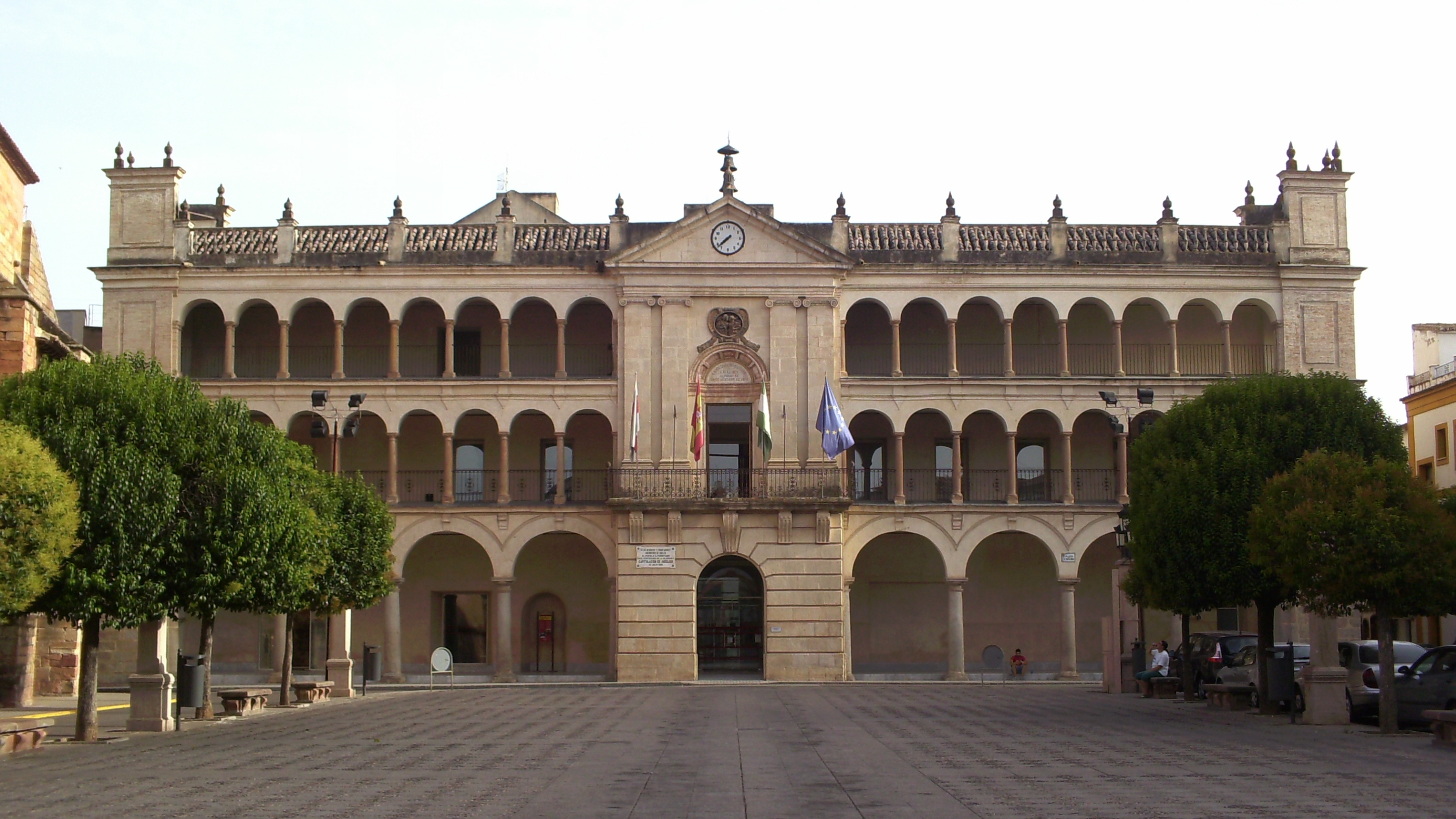
Fachada del Ayuntamiento de Andújar, donde el duque de Angulema firmó la Ordenanza que lleva el nombre de la localidad.

La Ordenanza de Andújar (también conocida como Ordenanzas de Andújar, en plural, o Decreto de Andújar) fue una orden promulgada en Andújar (provincia de Jaén) el 8 de agosto de 1823, durante el Trienio Liberal , por el duque de Angulema, comandante de los Cien Mil Hijos de San Luis que habían invadido España cuatro meses antes para «liberar» al rey Fernando VII. Su finalidad era poner coto a las detenciones arbitrarias e indiscriminadas de liberales que estaban llevando a cabo los realistas españoles que apoyaban la invasión francesa para poner fin al régimen constitucional instaurado tras el triunfo de la Revolución española de 1820, para lo que establecía que a partir de su promulgación los arrestos debían contar con la autorización de los oficiales de las tropas francesas del distrito. La Ordenanza desató una campaña de agitación realista en su contra de tal calibre que el duque de Angulema dio marcha atrás el 26 de agosto y restringió su aplicación a los militares que se habían rendido a los franceses, con lo que de facto quedó derogada y se desató el «terror blanco», según Josep Fontana.

## Antecedentes
La estrategia francesa de no aparecer como un ejército invasor les había llevado a no ejercer directamente el poder político delegándolo de iure en los realistas españoles, proceso que había culminado con el nombramiento de una Regencia el 23 de mayo. El problema que se les planteó al duque de Angulema y a sus generales, siempre preocupados por dar una imagen moderada de la «expedición de España», fue que los realistas españoles no solo estaban restableciendo el orden previo al pronunciamiento de 1820, sin admitir ningún cambio, sino que habían desatado una ola de violencia contra los liberales, especialmente contra las autoridades constitucionales destituidas conforme progresaba la invasión y contra los oficiales que se habían rendido. Los llamamientos a la moderación hechos por el duque de Angulema, siguiendo las instrucciones de Luis XVIII, no fueron oídos y con muy pocas excepciones, como las de La Coruña, Vigo y Orense, el avance de las tropas francesas fue seguido (y en ocasiones antecedido) de una ola de violencia. Los periódicos ultrarrealistas como El Restaurador exigían «exterminar a los negros [apelativo denigrante para los liberales] hasta la cuarta generación». Como ha señalado Josep Fontana, «una explosión general de violencia, surgida desde abajo, cubrió el país de venganzas y atropellos, practicados sin sujetarse a ninguna autoridad ni seguir norma alguna». Y la Regencia absolutista le dio cobertura.
También hubo actos de violencia simbólica contra todo lo que significara el régimen constitucional derribado. Uno de sus objetivos prioritarios fueron las lápidas de la Constitución, colocadas en las plazas mayores tras el triunfo de la Revolucón de 1820, que fueron destruidas y sustituidas por retratos de Fernando VII. El periódico realista El Restaurador publicaba en agosto que en los pueblos y ciudades de Aragón «se ha sustituido a la negra lápida [negros era como llamaban los absolutistas a los liberales] el retrato de nuestro augusto soberano». Este mismo periódico volvía a informar al mes siguiente de las lápidas o tablas constitucionales «que han sido arrastradas y quemadas por los pueblos de cuatro meses a esta parte». En ocasiones no se esperaba a la llegada de las tropas francesas como ocurrió en Coria donde, según informó un periódico absolutista, «el pueblo se apoderó de la milicia local, echó la lápida abajo y proclamó al Rey neto». Más graves fueron los incidentes de Sevilla donde, nada más abandonar la ciudad el Gobierno y las Cortes, acompañados del rey y de la familia real, estalló un motín absolutista muy violento —la llamada jornada de San Antonio—, que incluyó «formar una hoguera donde calcinaron la lápida». La «furia iconoclasta del absolutismo», como la han calificado Marie-Angèle Orobon y Juan Francisco Fuentes, también incluyó la retirada de los retratos de liberales, como ocurrió en Vitoria cuya junta municipal acordó el 25 de noviembre de 1823 retirar de la sala de sesiones el retrato del general Miguel Ricardo de Álava, héroe de la Guerra de la Independencia, «por haber seguido hasta el fin el ominoso sistema constitucional». El cuadro fue quemado en la plaza pública y se amenazó con severas multas a los ayuntamientos y a los particulares que tuvieran uno y no procedieran de la misma manera. El general Álava encontró refugio en Inglaterra donde vivió junto con otros muchos exiliados liberales.
Pedro Rújula y Manuel Chust responsabilizan de la ola de violencia popular indiscriminada a la campaña antiliberal de las autoridades realistas y, sobre todo, a la desplegada por los clérigos. «Las medidas represivas [acordadas por la Junta de Oyarzun y por la Regencia] contra los que habían dado muestras de adhesión al régimen constitucional estaban acompañadas de una amplia campaña de opinión que codificaba como delitos infames casi todo lo que en el régimen anterior formaba parte del normal funcionamiento del sistema. Los clérigos desempeñaron un papel muy importante en la difusión de la idea de delito político añadiendo un juicio moral sobre las acciones de los liberales y exigiendo el castigo correspondiente. El efecto de esta mediación eclesiástica en la identificación del enemigo fue que la represión adquirió una violentísima dimensión popular, tanto contra las personas como contra los bienes de los liberales. Grupos incontrolados se arrogaron localmente la función represiva en nombre de las autoridades realistas produciendo una oleada de violencia de enorme magnitud. [...] Contribuyeron a alimentar el clima de reacción la creación del cuerpo de voluntarios realistas». Un testigo de los hechos escribió veinte años después lo siguiente:

El furor que en esta época comenzó a apoderarse de los realistas superaba a cuanto habían llegado a imaginarse los hombres que mejor los conocían. Insultos, amenazas, violentos despojos, atropellos de todo género y muertes por do quiera fueron los castigos con que el bando vencedor aterró desde luego a sus contrarios.

El propio duque de Angulema le escribió al jefe del gobierno francés conde de Villèle alarmado por lo que estaba sucediendo:

Allí donde están nuestras tropas, mantenemos la paz a duras penas, pero donde no estamos presentes, se masacra, se quema, se somete a pillaje, se roba... Las fuerzas españolas, aunque se llaman realistas no buscan más que robar y darse al pillaje, y rechazan cualquier orden regular.

## Historia

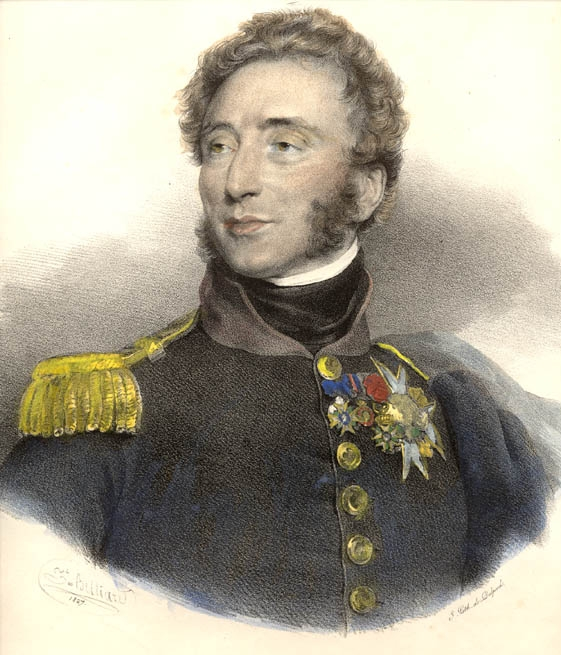
El duque de Angulema, comandante en jefe de los Cien Mil Hijos de San Luis.

Tras producirse varios encontronazos entre oficiales franceses y las nuevas autoridades realistas (por ejemplo, en Burgos la orden del general Verdier de que fueran liberados los presos de «opinión», diciendo que el duque de Angulema «no reconoce sospechosos, sino criminales que puedan ser juzgados en los tribunales, o inocentes», no fue obedecida) el duque de Angulema se vio obligado a intervenir para intentar contener la ola de violencia antiliberal promulgando el 8 de agosto de 1823 la que será conocida como Ordenanza de Andújar (u Ordenanzas de Andújar, en plural, o Decreto de Andújar), que despojaba a las autoridades realistas de la facultad de llevar a cabo persecuciones y arrestos por motivos políticos, potestad que se reservaba a las autoridades militares francesas. Tras la entrada en vigor de la Ordenanza las autoridades españolas no podrían detener a nadie sin la autorización del comandante de las tropas francesas del distrito. Además se ordenaba que fueran puestos en libertad «todos los que hayan sido presos arbitrariamente, y por ideas políticas, particularmente a los milicianos que se restituyan a sus hogares». También autorizaba a los oficiales franceses a arrestar a todos los que contravinieran lo dispuesto en la Ordenanza y además ponía toda la prensa bajo la inspección de los mandos militares franceses. La Ordenanza decía:

NOS,  LUÍS  ANTONIO  DE  ARTOIS,  hijo  de  Francia, duque de Angulema, comandante en Jefe del ejército de los Pirineos:
 Conociendo  que  la  ocupación  de  España  por  el  ejército  francés  de  nuestro  mando  me pone en la indispensable obligación de atender a la tranquilidad de este reino y a la seguridad de nuestras tropas, hemos decretado y decretamos lo siguiente:
Artículo  1º.- Las  autoridades  españolas  no  podrán hacer ningún arresto sin la autorización del comandante de nuestras tropas en el distrito en que ellas se encuentren.
Artículo  2º.-  Los  comandantes  en  jefe  de  nuestro ejército pondrán en libertad a todos los  que  hayan  sido  presos  arbitrariamente  y  por  ideas  políticas,  particularmente  a  los  milicianos que se restituyan a sus hogares. Quedan exceptuados aquellos que después de haber vuelto a sus casas hayan dado justos motivos de queja.
Artículo  3º.-  Quedan  autorizados  los  comandantes en jefe de nuestro ejército para arrestar  a  cualquiera  que  contravenga  lo  mandado en el presente decreto.
Artículo  4º.-  Todos  los  periódicos  y  periodistas quedan bajo la inspección de los comandantes de nuestras tropas.
Artículo 5º.- El presente decreto será impreso y publicado en todas partes.
Dado en nuestro cuartel general de Andújar a 8 de agosto de 1823.
 LUÍS ANTONIO.
Por S. A. R. el general en jefe, el mayor general, CONDE GUILLEMINOT.

«Junto al objetivo general de fomentar el orden y la moderación en el restablecimiento de la autoridad política española», el motivo inmediato de la Ordenanza de Andújar era salvaguardar la seguridad personal de los oficiales y de las tropas del ejército constitucional al mando del general Francisco Ballesteros que unos días antes había capitulado, aunque el detonante fue lo ocurrido en Burgos, donde el comandante general de la plaza Verdier había excarcelado a diecisiete detenidos arbitrariamente por motivos políticos, lo que había provocado las protestas de la Regencia. El duque de Angulema temía también que la violencia antiliberal incontrolada dificultara la conclusión de la guerra y que, incluso, pudiera provocar represalias por parte de los liberales que aún retenían a Fernando VII. Sin embargo, según el afrancesado José Mamerto Gómez Hermosilla la Ordenanza llegaba demasiado tarde, «cuando ya las principales tropelías habían sido egecutadas [sic]... y cuando el populacho no tenía freno alguno».
La Ordenanza de Andújar fue rechazada de plano por los realistas, con la Regencia y el Gobierno nombrado por ella al frente —aseguraban que su actuación se había basado en «los principios de orden y de moderación en que debe diferenciarse al realista católico del anarquista irreligioso»—, porque consideraban que suponía un injerencia inadmisible en cuestiones de orden y política interior (también causó preocupación en las cancillerías europeas: el embajador austríaco escribió a Metternich que la Ordenanza «hiere de muerte al gobierno español», al mostrar que no es independiente; este y los embajadores ruso y prusiano dieron su apoyo a la Regencia).
Así, se desencadenó una amplia reacción antifrancesa (según Josep Fontana, «se podría decir, sin demasiada exageración, que se produjo una insurrección de la España absolutista contra los franceses», uno de cuyos líderes fue El Trapense) especialmente entre los sectores realistas que no estaban dispuestos a realizar concesiones en el restablecimiento del poder absoluto del rey (por ejemplo, las tropas francesas tuvieron que emplearse a fondo para conseguir sacar de la prisión de Madrid a los hombres que habían sido encarcelados por ser milicianos o por opiniones políticas; en Vitoria las autoridades realistas fueron arrestadas por oficiales franceses por negarse a cumplir la Ordenanza; en otros lugares los prisioneros puestos en libertad por los franceses era encarcelados de nuevo con mayor rigor por los realistas) y que formaron las primeras sociedades secretas «ultras», como la Junta Apostólica o El Ángel Exterminador. Hubo protestas populares, inducidas probablemente por la Regencia, al grito de «mueran los franceses y vivan los rusos».
La reacción (o insurrección, según Fontana) antifrancesa tuvo éxito y el 26 de agosto el duque de Angulema rectificó (no lo hizo personalmente sino mediante una «aclaración del decreto», que no rectificación, firmada por el general Guilleminot, su jefe de Estado Mayor), presionado por el Gobierno francés preocupado por la crisis que se estaba viviendo y por la oposición de la Santa Alianza, y restringió la Ordenanza a los oficiales y tropa comprendidos en las capitulaciones militares. El duque de Angulema, «amargado ante la conducta de la regencia y del gobierno», le había escrito al jefe del gobierno francés conde de Villèle el día anterior a la rectificación: «Me pregunto si los dos millones [mensuales] concedidos a este gobierno son un dinero bien invertido, y si no lo emplearán en pagar guerrillas contra nosotros». En otra carta también dirigida a Villèle le reconoció que, aunque había  creído necesario el Decreto, se había equivocado («tout le monde  se  trompe», 'todo el mundo se equivoca', escribió). El 27 de agosto, al día siguiente de la «aclaración»-rectificación, el periódico «ultra» El Restaurador decía: «por mala que sea la democracia simple..., todavía es infinitamente peor la monarquía moderada». Una de las consecuencias de la campaña que se desató contra la Ordenanza de Andújar fue el reforzamiento del realismo extremista o ultra.

## Consecuencias de la derogaciónde facto
Según Gonzalo Butrón Prida, «la cesión ante la presión realista» «anticipaba el fracaso político de la campaña [francesa]» que «representó un completo fiasco, no sólo por la renuncia a la exportación del modelo francés de Restauración, sino también por la imposibilidad de lograr siquiera frenar la política reaccionaria acometida por la Junta [de Oyárzun] y la Regencia, que sería secundada por el rey a su llegada el primero de octubre de 1823 a El Puerto de Santa María». De hecho el duque de Angulema fracasaría en su intento de que Fernando VII moderara la represión. La valoración de Butrón Prida es compartida en gran medida por Manuel Carbajosa: «La crisis suscitada con el Decreto de Andújar evidenció hasta qué punto Francia no pudo tutelar los destinos políticos del reino que había ayudado militarmente a restaurar, lo que suponía un fracaso en su pretensión de utilizar la guerra de España como oportunidad para recuperar su estatus de gran potencia».
Tras la marcha atrás en la Ordenanza de Andújar, la «explosión múltiple y sangrienta de la violencia absolutista» continuó hasta el punto de que el historiador Josep Fontana la ha calificado de «terror blanco». Se dieron muchos casos de detenciones y encarcelamientos arbitrarios, asaltos a cárceles y asesinatos de presos, mutilaciones, saqueos e incendios de casas particulares, destierros, prohibiciones de abandonar los domicilios (excepto los domingos para ir a misa), asesinatos de miembros de la Milicia Nacional, profanaciones de tumbas, apaleamientos, linchamientos, etc. El nuncio Giacomo Giustiniani llegó a mostrar su preocupación cuando escribió: «En Burgos, Córdoba, Santander, Alicante, Málaga, en Navalcarnero, población cercana a Madrid, y en muchas ciudades de Cataluña hay que deplorar muchas víctimas del furor popular. Las prisiones se han llenado de personas acusadas de liberalismo que las autoridades han tenido que encarcelar en número espantoso para evitar una mayor efusión de sangre».
El «terror blanco» fue «incitado muy a menudo desde los púlpitos de las iglesias». El 16 de agosto de 1823 un fraile predicador exhortó a los habitantes de Roa a que asesinaran a los doscientos presos liberales que había en la villa: «¡No os detengáis y limpiad España de la siembra de carbonarios, comuneros y francmasones que amenazan nuestra fe y nuestra patria! ¡No dejad uno vivo! ¡Degolladlos!» (el alcalde consiguió evitar la masacre soltando y corriendo un novillo para distraer a los vecinos). Un cura sevillano escribía por esas mismas fechas: «Los liberales, o esta raza de demonios, no se arrojan de nuestro suelo con la oración sola y el ayuno, sino con la constancia, firmeza en el pelear, con artillería a metralla... Lo que no cura el hierro, cura el fuego».